# 9 lần ngược thời gian
9 lần ngược thời gian hay Nine: Nine Time Travels (tiếng Hàn: 나인: 아홉 번의 시간여행; Romaja: Na-in: Ahop Beon-ui Sigan-yeohaeng; McCune–Reischauer: Nine: Nine Time Travels) là phim truyền hình Hàn Quốc 2013 với sự tham gia của Lee Jin-wook và Jo Yoon-hee. Phim được phát sóng trên tvN từ 11 tháng 3 đến 14 tháng 5 năm 2013 vào thứ hai và thứ ba hàng tuần lúc 23:00 gồm 20 tập.

## Phân vai
Năm 2012
- Lee Jin-wook vai Park Sun-woo
- Jo Yoon-hee vai Joo Min-young
- Jeon No-min vai Park Jung-woo
- Kim Hee-ryung vai Son Myung-hee (65)

mẹ của Sun-woo và Jung-woo
- Jung Dong-hwan vai Choi Jin-chul (67)
- Lee Eung-kyung vai Kim Yoo-jin
- Uhm Hyo-sup vai Oh Chul-min (52)
- Lee Seung-joon vai Han Young-hoon
- Yeon Je-wook vai Kim Beom-seok
- Oh Min-suk vai Kang Seo-joon
- Park Gri-na vai Lee Joo-hee
- Yoo Se-rye vai Sung Eun-joo
- Lee Joon-hyuk vai Sang-beom
- Lee Shi-woo vai Young-soo
- Jin Ye-sol vai Myung-hee 45 năm trước
- Seo Dong-won vai Jin-chul 45 năm trước
- Kim Won-hae vai Park Chang-min (64)
- Lee Han-wi as Joo Sung-hoon

ba kế của Min-young
- Park Won-sang vai (khách mời)

Năm 1992
- Park Hyung-sik as Park Sun-woo[3][4]
- Jo Min-ah vai Joo Min-young
- Seo Woo-jin vai Park Jung-woo
- Park Moon-ah vai Sung Eun-joo
- Kim Hee-ryung vai Son Myung-hee (45)
- Jeon Guk-hwan vai Park Chun-soo
- Jung Dong-hwan vai Choi Jin-chul (47)
- Uhm Hyo-sup vai Oh Chul-min (32)
- Lee Yi-kyung vai Han Young-hoon
- Na Hae-ryung vai Han So-ra
- Ga Deuk-hee vai Kim Yoo-jin
- Kim Won-hae vai Park Chang-min (44)

## Giải thưởng và đề cử
| Năm  | Giải                        | Thể loại                      | Người nhận                  | Kết quả   |
| ---- | --------------------------- | ----------------------------- | --------------------------- | --------- |
| 2013 | 7th Mnet 20's Choice Awards | 20's Drama Star - Male        | Lee Jin-wook                | Đoạt giải |
| 2013 | 6th Korea Drama Awards      | Grand Prize (Daesang)         | Lee Jin-wook                | Đề cử     |
| 2013 | 6th Korea Drama Awards      | Top Excellence Award, Actress | Jo Yoon-hee                 | Đoạt giải |
| 2013 | 6th Korea Drama Awards      | Best Production Director      | Kim Byung-soo               | Đề cử     |
| 2013 | 6th Korea Drama Awards      | Best Couple Award             | Lee Jin-wook và Jo Yoon-hee | Đề cử     |
| 2013 | 2nd APAN Star Awards        | Excellence Award, Actor       | Lee Jin-wook                | Đề cử     |
| 2013 | 2nd APAN Star Awards        | Best Production Director      | Kim Byung-soo               | Đoạt giải |
| 2014 | 50th Baeksang Arts Awards   | Most Popular Actor (TV)       | Lee Jin-wook                | Đề cử     |